# De Dion-Bouton Type MA
Der De Dion-Bouton Type MA ist ein Pkw-Modell aus der Zeit zwischen den beiden Weltkriegen. Hersteller war De Dion-Bouton aus Frankreich.

## Beschreibung
Das Modell erhielt am 25. September 1930 seine Zulassung von der nationalen Behörde. Es hat keinen Vorgänger. Es wurde nur im Modelljahr 1931 angeboten.
Der Vierzylindermotor hat 72,5 mm Bohrung, 120 mm Hub und 1982 cm³ Hubraum. Er wurde 12 CV genannt, obwohl er damals in Frankreich mit 11 Cheval fiscal (Steuer-PS) eingestuft war. Die Motorleistung ist nicht überliefert, aber im Type LA war sie mit 40 BHP angegeben, was etwa 40 PS sind. Wie so viele Fahrzeuge aus dieser Zeit hat es ein festes Fahrgestell, Frontmotor, Kardanantrieb und Hinterradantrieb. Das Getriebe hat vier Gänge.
Das Fahrzeug ist eine Variante des Type LA. Das Fahrgestell ist verstärkt und verlängert. Der Radstand beträgt 3440 mm.
Bekannt sind Aufbauten als Limousine, Landaulet und Coupé. Geplant war der Einsatz als Taxi.